# Irsk terrier
Irsk Terrier er en hunderace af typen terrier fra Irland.
En irsk terrier er en intelligent hund med jagtinstinkt og en veludviklet lugtesans. Den er særligt velegnet til at jage kaniner og oddere.

## Udseende
Irske terriere kan have farverne gyldent rød, rød/hvedefarvet eller helt hvedefarvet. Hunden kan have en skulderhøjde på 46 til 48 cm med en vægt på 11 til 12 kg.

## Historie
Hunderacens oprindelse er ikke kendt. Den menes at nedstamme fra Ruhåret Foxterrier. Opdræt af den begyndte først i 1870. The Irish Terrier Club blev grundlagt i 1879 og racen blev præsenteret for første gang i Glasgow i 1875.

## Fotogalleri
- Irsk terrier
- Irsk terrier
- Irsk terrier
- I et dygtigt spring
- Irsk terrier omkring 1915
- Irsk terrier
- Ung Irsk terrier

## Forekomst i skønlitteraturen
Jack Londons romanserie fra 1917 i to bind: Jerry of the islands og Michael, Jerry's brother, der handler om to irske terrieres skæbner i Stillehavets øriger.